# Grå busktyrann
Grå busktyrann (Nengetus cinereus) är en fågel i familjen tyranner inom ordningen tättingar.

## Utseende
Grå busktyrann är en stor tyrann med vitt på strupe och buk, grått på bröst och rygg samt svart stjärt. På huvudet syns röda ögon, vitt ögonbrynsstreck och ett svartvitt mustaschstreck. I flykten syns breda vita vingband.

## Utbredning och systematik
Grå busktyrann delas in i två underarter:
- Nengetus cinereus cinereus – förekommer i Surinam, Amazonområdet och östra Brasilien, Uruguay och nordöstra Argentina
- Nengetus cinereus pepoaza – förekommer från sydöstra Peru (Madre de Dios) till östra Bolivia, Paraguay och norra Argentina

### Släktestillhörighet
Tidigare placerades arten i släktet Xolmis, men genetiska studier visar att arterna inte står varandra närmast. Grå busktyrann har därför urskilts till det egna släktet Nengetus.

## Levnadssätt
Grå busktyrann hittas i gräsmarker och savann, men kan också tillfälligt röra sig in i urbana områden. Den ses vanligen i par födosökande på marken eller sittande väl synligt i en busktopp eller på staketstolpar och telefontrådar.

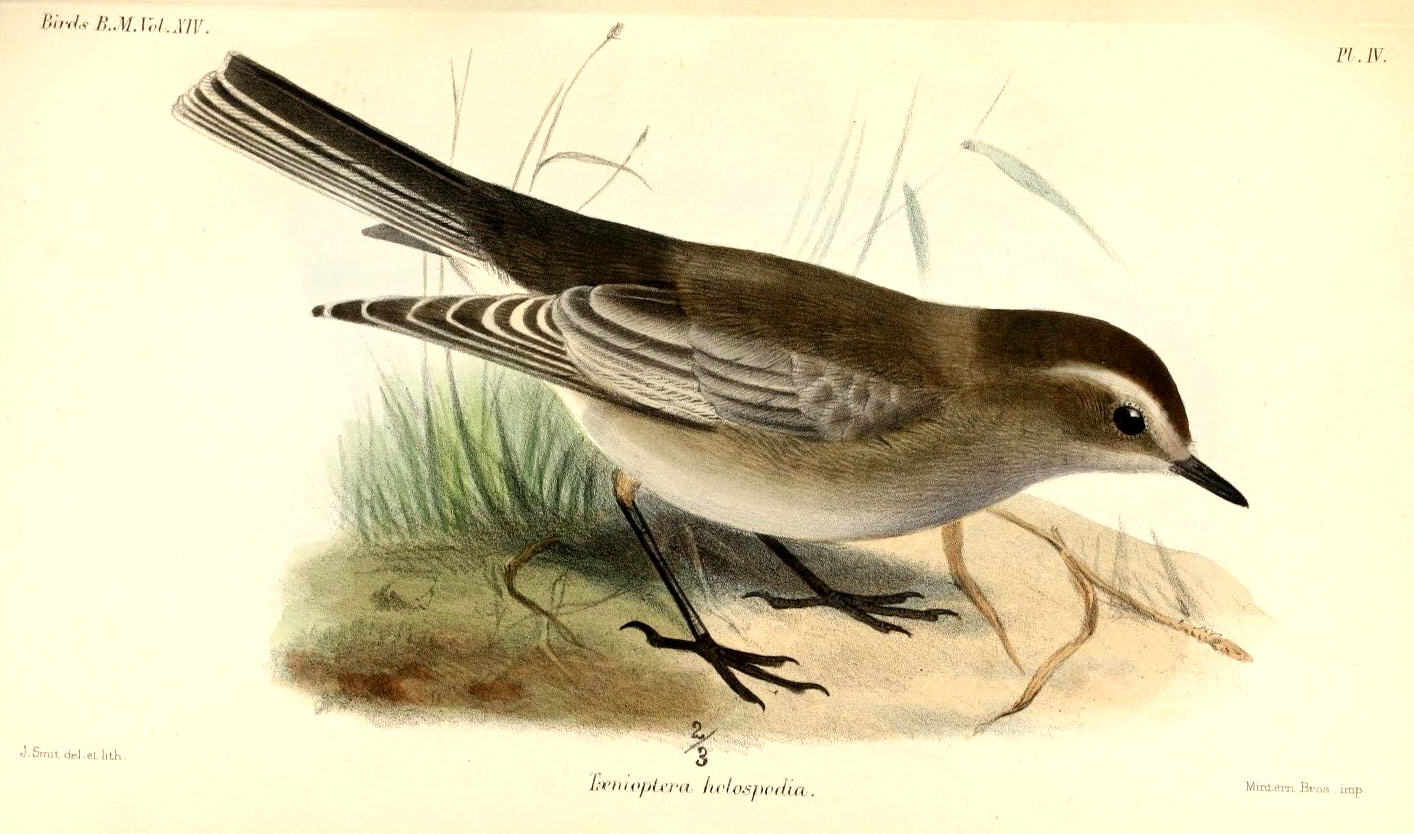

## Status och hot
Arten har ett stort utbredningsområde, men tros minska i antal, dock inte tillräckligt kraftigt för att den ska betraktas som hotad. Internationella naturvårdsunionen IUCN listar arten som livskraftig (LC).